# Alexandre Raguet
Pour les articles homonymes, voir Raguet.
Alexandre-Pierre-François Raguet-Lépine, né le 22 mars 1789 à Paris et mort le 12 juin 1851 au château de Renay, est un homme politique français.

## Biographie
Il est le fils de Pierre-Claude Raguet dit Lépine, horloger du roi, et le petit-fils (par sa mère) de Jean-Antoine Lépine. Il est maire de Villeneuve-le-Roi de 1816 à 1820, maire de Renay et conseiller général du canton de Selommes de 1829 à 1848, et député de Loir-et-Cher de 1834 à 1845.
De l'école doctrinaire, et partisan de Guizot qu'il suit dans la coalition contre le cabinet Molé, Raguet vote pour les fortifications[Lesquelles ?], pour le recensement, contre la dotation du duc de Nemours[Quoi ?], contre les incompatibilités[Lesquelles ?], contre l'adjonction des capacités[Quoi ?] et pour l'indemnité Pritchard[Quoi ?].
Nommé pair de France le 14 août 1845, il quitta la vie politique après la révolution de 1848.
Raguet-Lépine était chevalier de Légion d'honneur et de l'ordre de Charles III d'Espagne.